# Пери (окръг, Мисисипи)
Вижте пояснителната страница за други значения на Пери.
Окръг Пери (на английски: Perry County) е окръг в щата Мисисипи, Съединени американски щати. Площта му е 1683 km², а населението - 12 138 души (2000). Административен център е град Ню Огъста.